# Sansiantai
Sansiantai (en chino: 三仙台) es un área que contiene una playa y varias islas situadas en la costa del distrito de Taitung, Taiwán. La playa se extiende por diez kilómetros de longitud. Se sitúa en la marca del kilómetro 112. Es una atracción turística muy popular por sus vistas de la costa rocosa, la zona es bien conocida por su larga pasarela que conecta la costa con la isla más grande.